# Elisabet Cifre de Colonya
Elisabet Cifre de Colonya (Palma 1467- 1542), beguina i educadora.
Descendent de la nissaga pollencina dels Cifre de Colonya, la seva família vivia al carrer Sant Miquel de Palma. Era la més petita de cinc germans. Aprengué a llegir de nina i tengué un mestre a cura de la seva família. De ben joveneta feu opció de virginitat, com a beguina, és a dir, com a laica que vivia fora del claustre. Elisabet Cifre de Colonya s'influí per diversos col·lectius com les beguines, les quals gaudiren d'una certa rellevància en la societat de l'època medieval tardana. Per aquest motiu segurament no arribà a professar a l'orde de Sant Jeroni, tot i que s'insinua en algunes biografies, atès que en aquell moment es fundà el monestir de Santa Elisabet i que tengué una vinculació especial amb aquell orde, des dels orígens.
Elisabet Cifre de Colonya va ser la fundadora i primera directora del col·legi de la Criança de Palma (1510), fins a la seva mort el 1542. El centre era un internat i escola per a les donzelles filles de la noblesa i dels cavallers ciutadans. Com a directora aconseguí que la institució consolidàs un gran prestigi pedagògic. Poc temps després de la seva fundació hi residien més de cent al·lotes. A més, la seva vida estigué marcada per les visions i l'èxtasi, per una banda; i per una vida d'entrega i de servei generós als malalts i als necessitats.
Al final de la seva vida, Elisabet Cifre de Colonya, va fer donació dels seus béns a la Confraria de la Criança, i demanava que fossin els jurats de la ciutat els que designassin la persona que havia de dirigir el centre després de la seva mort. Després del seu traspàs, el bisbe, el virrei i els jurats de Mallorca varen escriure a Roma amb la finalitat de promoure la canonització. El 1942 va ser nomenada Filla Il·lustre de Palma.